# Lu Bin
Lu Bin (China, 7 de enero de 1977) es una nadadora china retirada especializada en pruebas de estilo libre, donde consiguió ser subcampeona olímpica en 1992 en los 4 x 100 metros.

## Carrera deportiva
En los Juegos Olímpicos de Barcelona 1992 ganó la medalla de plata en los relevos de 4 x 100 metros libre, con un tiempo de 3:40.12 segundos, tras Estados Unidos y por delante de Alemania; dos años después, en el Campeonato Mundial de Natación de 1994 celebrado en Roma, ganó la medalla de plata en los 100 metros estilo libre, con un tiempo de 54.15 segundos, tras su compatriota Jingyi Le, y también la medalla de plata en los 200 metros estilo libre, con un tiempo de 1:56.89 segundos, tras la alemana Franziska van Almsick.